# Portballintrae
Portballintrae är en ort i Storbritannien.   Den ligger i riksdelen Nordirland, i den västra delen av landet, 600 km nordväst om huvudstaden London. Portballintrae ligger 14 meter över havet och antalet invånare är 734.
Terrängen runt Portballintrae är platt. Havet är nära Portballintrae åt nordväst. Runt Portballintrae är det ganska glesbefolkat, med 34 invånare per kvadratkilometer. Närmaste större samhälle är Coleraine, 12,0 km sydväst om Portballintrae. Trakten runt Portballintrae består i huvudsak av gräsmarker.